# La Chapelle-de-Surieu
La Chapelle-de-Surieu è un comune francese di 684 abitanti situato nel dipartimento dell'Isère della regione dell'Alvernia-Rodano-Alpi.

## Società

### Evoluzione demografica
Abitanti censiti